# Yōko Minamino

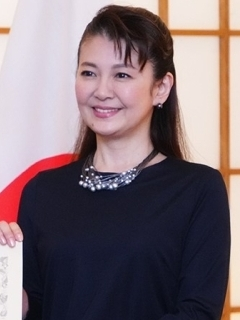
Yōko Minamino (2023)

Yōko Minamino (jap. 南野 陽子 Minamino Yōko; * 23. Juni 1967 in Itami, Präfektur Hyōgo) ist eine japanische Sängerin und Schauspielerin.

## Biografie
Schon als Sechsjährige nahm sie Ballettunterricht und Klavierstunden.
Seit 1984, ist Minamino mehrfach Interviews und Fotoshootings im Weekly Playboy Magazin von Shueisha erschienen. In der Ausgabe vom 1. August 1989 erschien sie sogar auf dem Cover des Magazins.
1985 hatte sie ihr Debüt als Fotomodell in der Nr. 13 des Magazins „DELUXE“. Am 23. Juni desselben Jahres hatte sie auch ihr Debüt als Sängerin mit dem Lied Hazukashi sugite. Ihre Lieder sind dem J-Pop oder dem in Japan weitaus gebräuchlicheren Begriff der Idol Music zuzurechnen.
Ihr ganz großer Durchbruch als Schauspielerin war im November 1985 die Übernahme der Hauptrolle in der zweiten Staffel der Action-Fernsehserie Sukeban Deka, der Verfilmung einer Manga-Vorlage. Für den Sukeban Deka-Film erhielt sie 1988 den Japanese Academy Award als Beste Nachwuchsdarstellerin. 1993 konnte sie sich für ihre Darstellung in den beiden Filmen Kantsubaki und Watashi o daite soshite kisu shite Hoffnungen auf einen weiteren Japanese Academy Award machen, diesmal als Beste Hauptdarstellerin, musste sich aber Yoshiko Mita (Toki rakujitsu) geschlagen geben.
Zwischen 1985 und Anfang der 1990er Jahre hatte sie zahlreiche Top-Hits in den japanischen Charts, wie beispielsweise Kaze no Madrigal, Rakuen no Door oder Haikarasan ga tooru.
Yōko „Nanno“ Minamino gilt als eines der japanischen Top-Idole der 1980er Jahre.

## Filmografie (Auswahl)
- 1985: Sukeban Deka (Fernsehserie, Zweite Staffel)
- 1987: Sukeban Deka – Der Film (Kinofilm)
- 1987: Haikarasan ga tooru (Kinofilm)
- 1987: Aries no Otometachi (Fernsehserie)
- 1989: Aitsu ga Trouble (Fernsehserie)
- 1990: Shiroi te
- 1992: Kantsubaki (Kinofilm)
- 1993: Driving high
- 1995: San Tabi No Kaikyo
- 1998: June Bride (Kinofilm)
- 1998: Manuke Sensei (Fernsehserie)
- 2001: Sennen no Koi: Hikaru Genji Monogatari
- 2002: Ikkakusenkin Yume Kazoku (Fernsehserie)
- 2005: Shinku (Kinofilm)

## Diskografie

### Alben
| Jahr | Titel                                                                                         | Höchstplatzierung, Gesamtwochen, AuszeichnungChartsChartplatzierungen (Jahr, Titel, Platzierungen, Wochen, Auszeichnungen, Anmerkungen) | Anmerkungen                             |
| Jahr | Titel                                                                                         | JP | Anmerkungen                             |
| ---- | --------------------------------------------------------------------------------------------- | --- | --------------------------------------- |
| 1986 | Gelato (ジェラート)                                                                           | — | Erstveröffentlichung: 21. April 1986    |
| 1988 | Nanno Singles                                                                                 | JP1 (17 Wo.)JP | Erstveröffentlichung: 21. März 1988     |
| 1988 | Global (グローバル)                                                                           | JP3 (12 Wo.)JP | Erstveröffentlichung: 15. Juli 1988     |
| 1988 | Badaiju: Rindenbaumu Original Soundtrack (菩提樹 リンデンバウム オリジナル・サウンドトラック) | — | Erstveröffentlichung: 13. August 1988   |
| 1988 | Snowflakes (スノーフレイクス)                                                                 | — | Erstveröffentlichung: 14. Dezember 1988 |
| 1989 | Gauche (ゴーシュ)                                                                             | JP1 (10 Wo.)JP | Erstveröffentlichung: 12. Juli 1989     |
| 1989 | Dear Christmas (ディアー・クリスマス)                                                         | JP5 (6 Wo.)JP | Erstveröffentlichung: 1. Dezember 1989  |
| 1990 | Gather (ギャザー)                                                                             | JP7 (7 Wo.)JP | Erstveröffentlichung: 23. Juni 1990     |
| 1991 | Nanno Singles II                                                                              | JP9 (8 Wo.)JP | Erstveröffentlichung: 1. Januar 1991    |
| 1991 | Natsu no Obaka-san (夏のおバカさん)                                                           | JP13 (3 Wo.)JP | Erstveröffentlichung: 1. Juli 1991      |
| 1992 | Pearl Tears (パール・ティアーズ)                                                              | — | Erstveröffentlichung: 25. März 1992     |
| 1992 | Diamond Smile (ダイヤモンド・スマイル)                                                        | — | Erstveröffentlichung: 25. März 1992     |
| 1992 | Affairs of Yesterday                                                                          | — | Erstveröffentlichung: 21. Juni 1992     |
| 1992 | Yoko Minamino / Dear My Best                                                                  | — | Erstveröffentlichung: 21. November 1992 |
| 1998 | Golden J-Pop: The Best Minamino Yoko (ゴールデンJポップ ザ・ベスト南野陽子)                   | — | Erstveröffentlichung: 21. August 1998   |
| 2000 | 2000 Best Yoko Minamino                                                                       | — | Erstveröffentlichung: 21. Juni 2000     |
| 2002 | Rakuen no Door (楽園のDoor)                                                                   | — | Erstveröffentlichung: 9. Oktober 2002   |
| 2003 | Nanno Singles III + My Favorites                                                              | — | Erstveröffentlichung: 16. Juli 2003     |
| 2005 | Yoko Minamino Nanno Box                                                                       | JP142 (2 Wo.)JP | Erstveröffentlichung: 22. Juni 2005     |
| 2006 | Nanno Soundtracks + Songless (ナンノ・サウンドトラックス+ソングレス)                          | — | Erstveröffentlichung: 21. Juni 2006     |
| 2009 | Golden☆Best / (南野陽子 ナンノ・シングルス 3+マイ・フェイバリット)                            | — | Erstveröffentlichung: 19. August 2009   |
| 2011 | ReFined-Songs Collection ～Nanno 25th Anniversary                                             | JP95 (1 Wo.)JP | Erstveröffentlichung: 9. Februar 2011   |
| 2015 | Golden ☆ Idol Yoko Minamino 30th Anniversary (ゴールデン☆アイドル 南野陽子)                   | JP38 (2 Wo.)JP | Erstveröffentlichung: 9. Dezember 2015  |
| 2021 | Four Seasons NANNO Selections                                                                 | JP37 (2 Wo.)JP | Erstveröffentlichung: 8. Dezember 2021  |

grau schraffiert: keine Chartdaten aus diesem Jahr verfügbar

### Singles
| Jahr | Titel Album                                                            | Höchstplatzierung, Gesamtwochen, AuszeichnungChartsChartplatzierungen (Jahr, Titel, Album, Platzierungen, Wochen, Auszeichnungen, Anmerkungen) | Anmerkungen                              |
| Jahr | Titel Album                                                            | JP | Anmerkungen                              |
| ---- | ---------------------------------------------------------------------- | --- | ---------------------------------------- |
| 1985 | Hazukashi Sugite (恥ずかしすぎて) –                                    | — | Erstveröffentlichung: 23. Juni 1985      |
| 1985 | Sayonara no Memai (さよならのめまい) –                                 | JP15 (20 Wo.)JP | Erstveröffentlichung: 21. November 1985  |
| 1986 | Kanashimi Monument (悲しみモニュメント) –                              | JP6 (13 Wo.)JP | Erstveröffentlichung: 21. März 1986      |
| 1986 | Kaze no Madrigal (風のマドリガル) –                                    | JP5 (12 Wo.)JP | Erstveröffentlichung: 21. Juli 1986      |
| 1986 | Approach (接近 (アプローチ)) –                                         | JP6 (10 Wo.)JP | Erstveröffentlichung: 1. Oktober 1986    |
| 1987 | Rakuen no Door (楽園のDoor) –                                          | JP1 (14 Wo.)JP | Erstveröffentlichung: 1. Februar 1987    |
| 1987 | Hanashi Kaketakatta (話しかけたかった) –                               | JP1 (11 Wo.)JP | Erstveröffentlichung: 1. April 1987      |
| 1987 | Pandora no Koibito (パンドラの恋人) –                                  | JP1 (11 Wo.)JP | Erstveröffentlichung: 1. Juli 1987       |
| 1987 | Aki no Indication (秋のIndication) –                                   | JP1 (11 Wo.)JP | Erstveröffentlichung: 23. September 1987 |
| 1987 | Haikara-san ga Tōru (はいからさんが通る) –                             | JP1 (15 Wo.)JP | Erstveröffentlichung: 2. Dezember 1987   |
| 1988 | Yoko’s Favorite –                                                      | — | Erstveröffentlichung: 21. Juli 1988      |
| 1989 | Namida wa Doko e Itta no (涙はどこへいったの) –                        | JP2 Gold · (10 Wo.)JP | Erstveröffentlichung: 1. März 1989       |
| 1989 | Trouble Maker (トラブル・メーカー) –                                   | JP2 (13 Wo.)JP | Erstveröffentlichung: 21. Juni 1989      |
| 1989 | Film no Mukōgawa (フィルムの向こう側) –                                | JP1 (11 Wo.)JP | Erstveröffentlichung: 29. November 1989  |
| 1990 | Doublegame (ダブルゲーム) –                                            | JP3 (7 Wo.)JP | Erstveröffentlichung: 1. Juni 1990       |
| 1990 | Hen na no!! (へんなの!!) –                                             | JP11 (8 Wo.)JP | Erstveröffentlichung: 1. Juli 1990       |
| 1990 | Mimi o Sumashite Goran (耳をすましてごらん) –                          | JP7 (7 Wo.)JP | Erstveröffentlichung: 1. August 1990     |
| 1990 | Kiss-shite Loneliness (Kissしてロンリネス) –                           | JP9 (9 Wo.)JP | Erstveröffentlichung: 21. November 1990  |
| 1991 | Natsu no Obaka-san (夏のおバカさん) –                                  | JP17 (4 Wo.)JP | Erstveröffentlichung: 8. Juni 1991       |
| 2005 | Haikara-san ga Tōru / Toiki de Net (はいからさんが通る/吐息でネット) – | — | Erstveröffentlichung: 27. Juli 2005      |

## Bücher (Auswahl)
- 1986: Yoko o hitorijime (Kodansha)
- 1986: Memoire (Hakusensha)
- 1988: Ki no mama tenshi huurai (Wani books)
- 1991: Great (Shueisha)
- 2004: Flowers (Shueisha)